# Zerila
Zerila é uma vila na comuna rural de Socurani-Missiricoro, na circunscrição de Sicasso, na região de Sicasso.

## História
Em ca. 1854, o fama Daulá Traoré (r. 1845–1860) do Reino de Quenedugu decidiu ocupar Zerila e em 1855 foi assediado por Pigueba Uatara do Império de Congue. Com medo de ser preso, tenta um saída heroica na qual seu arauto morre. De Zerila, vai para Lutana, uma aldeia perto de Sonodugu.